# Kuniteppa, Sorab
Kuniteppa là một làng thuộc tehsil Sorab, huyện Shimoga, bang Karnataka, Ấn Độ.